# 郭沫若故居
郭沫若故居位于北京市西城区什刹海西面的前海西街18号，是郭沫若1963年到1978年之间居住的地方。后辟为郭沫若故居，1994年成立郭沫若纪念馆，并陈列郭沫若的生平和文学史学方面的成就。

## 历史
郭沫若故居原址最早是和珅府邸的一座花园，后成为恭王府的马号，民国时达仁堂乐家从恭亲王后代手中买来作为宅院。中华人民共和国成立后，这里先后成为蒙古人民共和国驻华使馆和宋庆龄的住所。1963年宋庆龄迁往后海北沿居住，郭沫若迁居至此，一直住到1978年去世。1988年郭沫若故居被公布为第三批全国重点文物保护单位，并向公众开放。

## 建筑

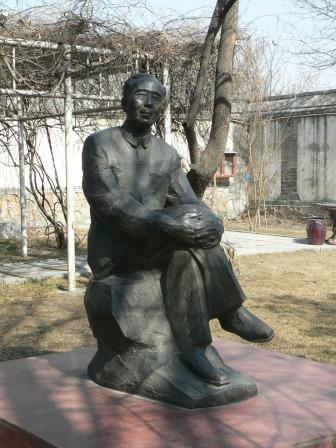
郭沫若故居内的郭沫若像

郭沫若故居的院子是不规则形状，大门为广亮大门，前院有两座小山，居住的院落位于院子的北部，是一个二进的四合院，进入垂花门后是由正房，东西厢房组成的院落，正房与东西厢房都有檐廊，还有抄手游廊将檐廊衔接起来。从正房西侧的耳房可以进入由后罩房以及东西暖廊组成的里院。里院的暖廊把正房的后檐廊，和后罩房的前檐廊连接起来，并用窗户将靠外的一侧封闭，窗户下面安装暖气，形成全室内的环境。
郭沫若故居的正房五间耳房左右各两间，厢房三间，后罩房十间。在后罩房和东西厢房分别是生平展，文学成就展和史学成就展。正房保持了郭沫若会客室、书房和卧室的陈设。后罩房有郭沫若第三任夫人于立群的书房。
郭沫若故居的前院中有一棵高大的银杏树，被称为「妈妈树」，是从大觉寺移的银杏树苗，并随着郭沫若一家搬迁到这里。还有郭沫若坐像，二进院中种有腊梅和海棠。后院有葡萄或紫藤之类的攀爬植物的架子。

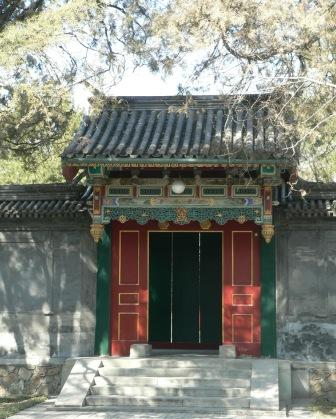
垂花门